# Brvenica (Severní Makedonie)
Brvenica (makedonsky: Брвеница) je okresní město v Severní Makedonii. Je sídlem opštiny Brvenica v Položském regionu.

## Geografie
Město se nachází v oblasti Položská kotlina a je vzdálené 4 km od Tetova. Leží v nadmořské výšce 440 metrů na levé straně řeky Temišnica (přítok Vardaru). V blízkosti se nachází hora Suva Gora a odsud jsou výhledy na pohoří Šar Planina. Spolu s vesnicí Dolno Sedlarce se jedná o nejmodernější oblast v opštině.
V městě se nachází několik hospodářských objektů, kde je zaměstnána většina obyvatel. Mezi nejvýznamnější patří kombinát Vardar a mlýn Agro Sloga. Místní obyvatelé se zabývají především zemědělstvím, ovocnářstvím a intenzivním chovem zvířat.

## Demografie
Podle sčítání lidu z roku 2021 žije ve vesnici 3 102 obyvatel. Etnické skupiny jsou:
- Makedonci – 2 973
- Srbové – 37
- Albánci – 1
- Romové – 1
- Bosňáci – 1
- ostatní – 89

| Rok          | 1900 | 1905 | 1948 | 1953 | 1961 | 1971 | 1981 | 1991 | 1994 | 2002 | 2021 |
| ------------ | ---- | ---- | ---- | ---- | ---- | ---- | ---- | ---- | ---- | ---- | ---- |
| Obyvatelstvo | 105  | 962  | 449  | 511  | 793  | 1352 | 2257 | 2681 | 2700 | 2918 | 3102 |